# فلير (موبايل)
فلير (بالإنجليزية: Flare (phone))‏ هو هاتف ذكي يعمل بنظام أندرويد.

## الخصائص
- نظام التشغيل: أندرويد
- الكاميرا الخلفية: 5 ميجابكسل
- الشاشة: شاشة لمس
- الذاكرة: 4 جيجابايت